# Lee Gi-yeol
Lee Gi-yeol (kor. 이기열; ur. 29 lutego 1940) – południowokoreański zapaśnik walczący w stylu klasycznym. Olimpijczyk z Tokio 1964, gdzie zajął osiemnaste miejsce w kategorii do 87 kg.

## Letnie Igrzyska Olimpijskie 1964
| Konkurencja          | Rundy eliminacyjne     | Rundy eliminacyjne   | Klas. końcowa |
| Konkurencja          | Przeciwnik I           | Przeciwnik II        | Miejsce       |
| -------------------- | ---------------------- | -------------------- | ------------- |
| 87 kg styl klasyczny | Krali Bimbałow (BGR) P | Géza Hollósi (HUN) P | 18.           |